# Tony Trimmer
Anthony Hugh Leigh Trimmer, detto Tony (Maidenhead, 24 gennaio 1943), è un ex pilota automobilistico britannico.

## Carriera
Trimmer iniziò la sua carriera dividendosi fra i ruoli di meccanico, anche nella scuderia di Frank Williams, e di pilota.
Acquistò la sua prima monoposto, una Brabham-Ford BT-12 distrutta in un incidente, e la ricostruì prendendo parte al campionato inglese di Formula Ford; con l'aiuto di Williams, per cui ricopriva ancora il ruolo di meccanico, riuscì a piazzarsi secondo in campionato nella stagione 1969.
Dal 1970, smessa la tuta blu, passò in Formula 3 conquistando, nella stagione del debutto, il titolo conteso, tra gli altri, con James Hunt.
Venne invitato più volte alla Race of Champions dove dimostrò le proprie doti di pilota, doti riconosciute anche dai colleghi, tra cui Valentino Musetti, che lo ha definito uno dei più forti piloti britannici di F1.
Trimmer si aggiudicò anche il campionato Formula Shellsport nel 1977 e la Formula Aurora 1978. Per sei volte tentò di qualificarsi in Formula 1, ma senza successo. Quattro volte tra il 1975 e il 1976 con la Maki, e, nei Gran Premi di casa del 1977 e del 1978, con il team privato Melchester Racing, che nella prima occasione gli mise a disposizione una Surtees, nella seconda una McLaren M23 con cui partecipò anche alla gara extra-campionato del BRDC International Trophy che chiuse al terzo posto.
Fu tra i piloti iscritti al Gran Premio del Giappone 1976, quello che assegnò il titolo mondiale all'ultimo istante a James Hunt, suo connazionale e suo antico compagno di corse nelle serie minori; in quella occasione, dopo un guasto durante le prime prove, la Maki guidata da Trimmer, molto lenta, venne ritenuta anche molto pericolosa dagli altri team manager, e fu deciso di non proseguire ulteriormente le qualifiche. Gli venne quindi offerta la guida della terza Shadow da Don Nichols, ma per una questione di sponsorizzazioni l'offerta non si concretizzò poiché la Maki non acconsentì a liberare il proprio pilota. 
Guidò inoltro la Connew Formula 1, già modificata nell'allestimento per il Campionato di Formula 5000.

## Risultati in Formula 1
| 1975 | Scuderia | Vettura |  |  |  |  |  |  |  |  |  |  |    |    |    |  |  |  |  | Punti | Pos. |
| ---- | -------- | ------- |  |  |  |  |  |  |  |  |  |  | -- | -- | -- |  |  |  |  | ----- | ---- |
| 1975 | Maki     | Maki    |  |  |  |  |  |  |  |  |  |  | NQ | NQ | NQ |  |  |  |  | 0     |      |

| 1976 | Scuderia | Vettura |  |  |  |  |  |  |  |  |  |  |  |  |  |  |  |    |  | Punti | Pos. |
| ---- | -------- | ------- |  |  |  |  |  |  |  |  |  |  |  |  |  |  |  | -- |  | ----- | ---- |
| 1976 | Maki     | Maki    |  |  |  |  |  |  |  |  |  |  |  |  |  |  |  | NQ |  | 0     |      |

| 1977 | Scuderia   | Vettura      |  |  |  |  |  |  |  |  |  |    |  |  |  |  |  |  |  | Punti | Pos. |
| ---- | ---------- | ------------ |  |  |  |  |  |  |  |  |  | -- |  |  |  |  |  |  |  | ----- | ---- |
| 1977 | Melchester | Surtees TS19 |  |  |  |  |  |  |  |  |  | NQ |  |  |  |  |  |  |  | 0     |      |

| 1978 | Scuderia   | Vettura     |  |  |  |  |  |  |  |  |  |    |  |  |  |  |  |  |  | Punti | Pos. |
| ---- | ---------- | ----------- |  |  |  |  |  |  |  |  |  | -- |  |  |  |  |  |  |  | ----- | ---- |
| 1978 | Melchester | McLaren M23 |  |  |  |  |  |  |  |  |  | NQ |  |  |  |  |  |  |  | 0     |      |

| Legenda | 1º posto     | 2º posto | 3º posto    | A punti         | Senza punti/Non class.  | Grassetto – Pole position Corsivo – Giro più veloce |
| Legenda | Squalificato | Ritirato | Non partito | Non qualificato | Solo prove/Terzo pilota | Grassetto – Pole position Corsivo – Giro più veloce |